# Juan Casado
Juan Casado (* 7. Mai 1935 in Rabat) ist ein ehemaliger französischer Fußballspieler.

## Karriere
Casado wurde 1935 als spanischstämmiger Franzose im französisch besetzten Marokko geboren. Am 17. Februar 1957 debütierte der Rechtsverteidiger mit 21 Jahren in einer Begegnung gegen die AS Monaco im Trikot der AS Saint-Étienne in der höchsten französischen Spielklasse. Zu einer Zeit, in der Ein- und Auswechslungen noch nicht möglich waren, spielte er im Team zunächst nur eine geringe Rolle und kam für Saint-Étienne bis zum Saisonende 1956/57 nicht über drei Einsätze hinaus. Weil seine Mannschaft die Spielzeit auf dem ersten Tabellenplatz beendete, war er trotz seiner Rolle als Ergänzungsspieler Teil der Meistermannschaft von 1957. Fortan erhielt er unter Trainer Jean Snella weiterhin sporadisch das Vertrauen, ehe er zu Beginn der Saison 1958/59 den Durchbruch auf der rechten Abwehrseite schaffte. Obwohl er seinen Stammplatz langfristig sichern konnte, war er am Pokalfinale 1960 nicht beteiligt und musste eine 2:4-Niederlage seiner Kameraden gegen die AS Monaco hinnehmen.
Das Jahr 1962 erwies sich für Saint-Étienne und den vereinstreuen Casado als schicksalshaft, da die Mannschaft nicht nur in die zweite Liga abstieg, sondern gleichzeitig den Einzug ins nationale Pokalendspiel 1962 schaffte. Bei diesem Finale wurde er anders als zwei Jahre zuvor aufgeboten und konnte durch einen 1:0-Sieg gegen den FC Nancy den Gewinn der Trophäe feiern. Anschließend wurde der bisherige Stammspieler aus der ersten Liga zu einem Reservisten in der Zweitklassigkeit, da er ein persönliches Formtief durchlitt. Er kam nicht über zwei Saisoneinsätze hinaus und plante trotz der Zweitligameisterschaft 1963 und dem damit verbundenen direkten Wiederaufstieg den Abschied aus Saint-Étienne. Durch die Rückkehr seines früheren Trainers Jean Snella änderte sich die Situation jedoch und Casado wurde zum festen Bestandteil einer Elf, die 1964 als Aufsteiger zum Meister wurde. Dies berechtigte zur Teilnahme am europäischen Wettbewerb der nachfolgenden Saison und Casado erreichte sein Debüt auf europäischer Ebene, wenngleich die Mannschaft in der ersten Runde wieder ausschied.
Im Sommer 1965 verließ er den Klub nach mehr als acht Jahren und fand im Zweitligisten Olympique Avignon einen neuen Arbeitgeber. Bei Avignon war der Spieler ab 1965 fester Bestandteil der Stammelf und fand sich mit dieser im oberen Tabellenmittelfeld der zweithöchsten Spielklasse wieder. Während der Saison 1966/67 büßte er seine Rolle als Leistungsträger hingegen ein. Daraufhin beendete er 1967 mit 32 Jahren nach 172 Erstligapartien und 50 Zweitligapartien jeweils ohne Torerfolg seine aktive Laufbahn.